# Algyroides
Genre
Algyroides est un genre de sauriens de la famille des Lacertidae.

## Répartition
Les espèces de ce genre se rencontrent en Europe du Sud.

## Liste des espèces
Selon The Reptile Database (8 décembre 2012) :
- Algyroides fitzingeri (Wiegmann, 1834)
- Algyroides marchi Valverde, 1958
- Algyroides moreoticus Bibron & Bory, 1833
- Algyroides nigropunctatus (Duméril & Bibron, 1839)

## Étymologie
Le nom de ce genre, Algyroides, vient de algirus, « algérien » et du grec ειδος, « en forme de », car ces lézards ressemblent à l'espèce Psammodromus algirus.

## Publication originale
- Bibron & Bory de Saint-Vincent, 1833 : Expédition scientifique de Morée, Zoologie Reptiles et poissons. Polypiers. Paris, Strasbourg, F.G. Levrault.